# Кобрезия
Кобре́зия (лат. Kobresia) — род травянистых растений семейства Осоковые (Cyperaceae), распространённый в Евразии и Северной Америке с центром разнообразия на востоке Гималаев и юго-западе Китая.

## Ботаническое описание
Многолетние травянистые, однодомные, плотнодерновинные растения. Корневища ползучие. Стебли простые (неветвистые), цилиндрические, редко вверху трёхгранные. Листья линейные, плоские или щетиновидные, прикорневые, тёмно-бурые, вдоль завёрнутые.
Цветки мелкие, однополые, околоцветник отсутствует или из 2—3 чешуевидных долей. Колоски малоцветковые, с перигинием (чешуевидным прицветничком), обоеполые, из 1—3 пестичных и 1—6 тычиночных цветков, сидящих по одному в пазухах прицветных чешуй; собраны в простой или сложный колос или в метельчатое соцветие. Прицветные чешуи пестичных цветков при основании расширенные, охватывающие завороченными краями завязь со столбиком и прилегающую часть ветви бокового колоска; прицветные чешуи тычиночных цветов ладьевидно вдоль согнутые, узкие. Тычинок 3. Завязь верхняя, эллиптическая, одногнёздная, с 1 семяпочкой; столбик нитевидный; рылец 3, редко 2, нитевидные. Плод — трёхгранный орешек, обычно опадающий вместе с прицветными чешуями.

## Таксономия
Род назван в честь немецкого естествоиспытателя и коллекционера из Аугсбурга Йозефа Пауля фон Кобреса.
По результатам молекулярно-филогенетических исследований все виды этого рода перенесены в род Осока (Carex).

### Виды
Род включает около 50 видов, некоторые из них:
- Kobresia capilliformis N.A.Ivanova — Кобрезия волосовидная [= Carex ninae Melnikov]
- Kobresia filifolia (Turcz.) C.B.Clarke — Кобрезия нителистная, или Кобрезия нитевиднолистная [= Carex austrosibirica Melnikov]
- Kobresia globularis Dewey [= Carex globuliformis Melnikov]
- Kobresia humilis (C.A.Mey. ex Trautv.) Serg. — Кобрезия низкая [= Carex alatauensis S.R.Zhang]
- Kobresia macrocarpa Clokey ex Mack. [= Carex calcarea Melnikov]
- Kobresia macrolepis Meinsh. — Кобрезия крупночешуйная [= Carex owerinii Melnikov]
- Kobresia microstachya N.A.Ivanova [= Carex tytthospica Melnikov]
- Kobresia myosuroides (Vill.) Fiori — Кобрезия мышехвостниковая [= Carex myosuroides Vill.]
- Kobresia ovczinnikovii T.V.Egorova — Кобрезия Овчинникова [= Carex ovczinnikovii (T.V.Egorova) Melnikov]
- Kobresia pamiroalaica N.A.Ivanova — Кобрезия памироалайская [= Carex pamiroalaica (N.A.Ivanova) Melnikov]
- Kobresia persica Kük. & Bornm. — Кобрезия персидская [= Carex iranica Melnikov]
- Kobresia schoenoides (C.A.Mey.) Steud. — Кобрезия схенусовидная [= Carex caucasigena Melnikov]
- Kobresia sibirica (Turcz.) Boeckeler — Кобрезия сибирская [= Carex borealipolaris S.R.Zhang]
- Kobresia simpliciuscula (Wahlenb.) Mack. — Кобрезия простая, или Кобрезия почти-нитевиднолистная [= Carex simpliciuscula Wahlenb.]
- Kobresia smirnovii N.A.Ivanova — Кобрезия Смирнова [= Carex smirnoviana Melnikov]
- Kobresia stenocarpa (Kar. & Kir.) Steud. — Кобрезия узкоплодная [= Carex kokanica (Regel) S.R.Zhang]
- Kobresia subholarctica (T.V.Egorova) T.V.Egorova — Кобрезия почтиголарктическая [= Carex subholarctica (T.V.Egorova) Melnikov & Krupkina]

## В астрономии
В честь Кобрезии назван астероид (1233) Кобрезия, открытый 10 октября 1931 года немецким астрономом Карлом Райнмутом в Гейдельбергской обсерватории.